# Белуно
Белуно (итал. Belluno) град је у североисточној Италији. Град је средиште истоименог округа Белуно у оквиру италијанске покрајине Венето.

## Географија
Град Белуно налази се у северном, алпском делу Венета. Околне алпске планине су у систему Доломита. Град се сместио у долини горњег тока реке Пјаве, окружен стрмим странама околних брда.

## Историја
Белуно је име добио по келтском називу за брдо на којем се налази историјски центар града - belo-donum што значи „дивно брдо“, због његовог доминантног положаја у котлини.
Град су основали Римљани око 200. -200. п. н. е. као municipium Bellunum. Од 181. п. н. е. Белуно је постао снажна војна римска утврда која је штитила северне границе тадашњег царства. Након пропасти Западног римског царства Белуном су владали Лангобарди и Каролинзи. Од краја 9. века Белуном су владали локални грофови и бискупи. Тад је изграђен дворац и градске зидине. Након тога Белуном је владала богата гибелинска породица Ецелино. Након дуготрајних сукоба са суседним Тревизом око граничних територија, Белуно се 1404. драговољно предао Млетачкој републици.
Од тада је постао важан центар за транспорт дрвене грађе из своје околице (Кадоре) по реци Пијави до Венеције.
Након пропасти Млетачке републике, Белуно је ушао у састав Аустријског царства и остао у њему све до 1866. кад је ушао у новоосновану Краљевину Италију.

## Географија
| Клима (Белуно)             | Клима (Белуно) | Клима (Белуно) | Клима (Белуно) | Клима (Белуно) | Клима (Белуно) | Клима (Белуно) | Клима (Белуно) | Клима (Белуно) | Клима (Белуно) | Клима (Белуно) | Клима (Белуно) | Клима (Белуно) | Клима (Белуно) |
| Показатељ \ Месец          | .Јан.          | .Феб.          | .Мар.          | .Апр.          | .Мај.          | .Јун.          | .Јул.          | .Авг.          | .Сеп.          | .Окт.          | .Нов.          | .Дец.          | .Год.          |
| -------------------------- | -------------- | -------------- | -------------- | -------------- | -------------- | -------------- | -------------- | -------------- | -------------- | -------------- | -------------- | -------------- | -------------- |
| Средњи максимум, °C (°F)   | 3,3 (37,9)     | 6,2 (43,2)     | 11,1 (52)      | 15,5 (59,9)    | 19,9 (67,8)    | 24,0 (75,2)    | 26,5 (79,7)    | 26,0 (78,8)    | 22,4 (72,3)    | 16,3 (61,3)    | 9,6 (49,3)     | 4,5 (40,1)     | 26,5 (79,7)    |
| Средњи минимум, °C (°F)    | −4,1 (24,6)    | −2,4 (27,7)    | 1,8 (35,2)     | 5,9 (42,6)     | 9,9 (49,8)     | 13,4 (56,1)    | 15,3 (59,5)    | 14,9 (58,8)    | 12,2 (54)      | 7,3 (45,1)     | 2,1 (35,8)     | −2,2 (28)      | −4,1 (24,6)    |
| Количина падавина, mm (in) | 45 (17,7)      | 52 (20,5)      | 77 (30,3)      | 97 (38,2)      | 130 (51,2)     | 120 (47,2)     | 115 (45,3)     | 102 (40,2)     | 98 (38,6)      | 116 (45,7)     | 105 (41,3)     | 71 (28)        | 1,128 (444,2)  |
| [ тражи се извор ]         |                |                |                |                |                |                |                |                |                |                |                |                |                |

## Становништво
Према резултатима пописа становништва 2011. у општини је живело 35.591 становника.
| 1931.  | 1936.  | 1951.  | 1961.  | 1971.  | 1981.  | 1991.  | 2001.  | 2011.  |
| ------ | ------ | ------ | ------ | ------ | ------ | ------ | ------ | ------ |
| 26.739 | 25.547 | 29.160 | 31.403 | 34.484 | 36.634 | 35.572 | 35.050 | 35.591 |

Белуно данас има око 36.000 становника, махом Италијана. Током протеклих деценија у град се доселило много досељеника из иностранства, највише са Балкана.
Најконсистентнија етничка мањина у Белуну су Хрвати из града Пакраца, следе Срби, Албанци и Црногорци.

## Знаменитости Белуна
- Катедрала Duomo, подигнута крајем 15. векa по нацртима венецијанскога архитекта Тулија Ломбарда, звоник је изградио Филипо Јувара у 18. веку.
- Palazzo dei Rettori из 1491. за коју се сматра да је дело Лоренца Гибертија.
- Бискупска Палата, коју је изградио гроф - бискуп Џерардо де Таколи 1190.
- Фонтана на тргу Piazza del Duomo
- Барокна црква San Pietro, подигнута у готичкоме стилу 1326.
- Palazzo del Capitano
- Црква San Rocco из 16. векa
- Црква Santo Stefano, у њој се налазе бројне олтарне слике локалних мајстора 15. века.
- Градска врата; Porta Dojona i Porta Rugo
- Црква Santa Maria dei Battuti из 16. века.

## Партнерски градови
- Червија
- Bend
- Oregon

## Галерија
- Трг Мученика
- Палата Ретори - градска кућа
- Катедрални трг